# Pericallia everetti
Satara everetti là một loài bướm đêm thuộc phân họ Arctiinae, họ Erebidae.